# Bašar al Asad
Bašar al Asad, sirski politik in zdravnik, * 11. september 1965, Damask, Sirija.
Je sin Hafeza al Asada, ki je bil 18. predsednik Sirije od leta 1971 do svoje smrti leta 2000. Od takrat do njegovega strmoglavljenja leta 2024 je Bašar opravljal funkcijo predsednika Sirije. Kot predsednik je bil vrhovni poveljnik sirskih oboroženih sil in generalni sekretar centralnega poveljstva arabske socialistične batistične stranke
Asad se je rodil in odraščal v Damasku, leta 1988 pa je diplomiral na medicinski fakulteti univerze v Damasku in začel delati kot zdravnik v sirski vojski. Štiri leta pozneje se je udeležil podiplomskega študija na Western Eye Hospital v Londonu in se specializiral za oftalmologijo. Ko je leta 1994 v prometni nesreči umrl njegov starejši brat Basel al Asad, je bil Asad poklican nazaj v Sirijo, da bi prevzel Baselovo vlogo prestolonaslednika. Asad se je vpisal na vojaško akademijo in leta 1998 prevzel vodenje sirske okupacije Libanona. Asad je 17. julija 2000 postal predsednik in nasledil očeta, ki je umrl 10. junija 2000. Z vrsto represivnih ukrepov v letih 2001–2002 se je končala damaščanska pomlad, obdobje kulturnega in političnega aktivizma, ki so ga zaznamovali pozivi k transparentnosti in demokraciji.
Čeprav je Asad podedoval strukture moči in kult osebnosti, ki ga je gojil njegov oče, mu je manjkala lojalnost ljudstva, ki jo je imel njegov oče, in se soočal z vse večjim nezadovoljstvom z njegovo vladavino. Zaradi tega so številni člani stare garde odstopili ali pa so bili odstavljeni, politični notranji krog pa so zamenjali zvesti privrženci iz alavitskih klanov. Asadovi zgodnji programi gospodarske liberalizacije so povečali neenakosti in centralizirali družbeno-politično moč zveste damaskovkse elite družine Asad, s čimer so odtujili sirsko podeželsko prebivalstvo, mestni delavski razred, poslovneže, industrialce in ljudi iz nekdaj tradicionalnih oporišč batistične stranke. Cedrska revolucija v Libanonu februarja 2005, ki jo je sprožil umor libanonskega premiera Rafika Haririja, je prisilila Asada, da je končal sirsko okupacijo Libanona.
Akademiki in analitiki so Asadovo predsedovanje označili kot izrazito personalistično diktaturo, ki Sirijo upravlja kot totalitarno policijsko državo, zanjo pa so značilne številne kršitve človekovih pravic in huda represija. Čeprav se Asadova vlada opisuje kot sekularna, različni politologi in opazovalci ugotavljajo, da njegov režim izkorišča sektaške napetosti v državi. Prvo desetletje vladanja so zaznamovali intenzivna cenzura, hitre usmrtitve, prisilna izginotja, diskriminacija etničnih manjšin in obsežen nadzor tajne policije batistične stranke.
Leta 2011 so Združene države Amerike, Evropska unija in večina Arabske lige pozvale Asada k odstopu po zatrtju protestnikov arabske pomladi med dogodki sirske revolucije, ki so privedli do sirske državljanske vojne. V državljanski vojni je bilo ubitih približno 580.000 ljudi, od tega najmanj 306.000 civilistov; po podatkih Sirske mreže za človekove pravice so več kot 90 % teh civilnih žrtev povzročile Asadu naklonjene sile. Asadova vlada je med sirsko državljansko vojno zagrešila številne vojne zločine, Asadova vojska in Sirske arabske oborožene sile, pa so izvedle tudi več napadov s kemičnim orožjem. 21. avgusta 2013 je potekal najbolj smrtonosen kemični napad s plinom sarin v Guti, v katerem je umrlo od 281 do 1.729 ljudi.
Decembra 2013 je visoka komisarka ZN za človekove pravice Navi Pillay izjavila, da so ugotovitve preiskave, ki so jo izvedli ZN, Asada vpletle v vojne zločine. V preiskavah skupnega preiskovalnega mehanizma OPCW-ZN in IIT OPCW-ZN je bilo ugotovljeno, da je Asadova vlada odgovorna za napad s sarinom v Han Šajkunu leta 2017 in kemični napad v Dumi leta 2018. Junija 2014 je ameriška organizacija Syrian Accountability Project Asada uvrstila na seznam obtožnic vladnih uradnikov za vojne zločine in ga poslala Mednarodnemu kazenskemu sodišču. Leta 2023 sta Kanada in Nizozemska na Meddržavnem sodišču vložili skupno tožbo, v kateri sta Asadovo vlado obtožili kršitve Konvencije ZN proti mučenju. Francija je 15. novembra 2023 izdala nalog za aretacijo Asada zaradi uporabe prepovedanega kemičnega orožja proti civilistom v Siriji. Asad je kategorično zanikal navedbe teh obtožb in obtožil tuje države, zlasti Združene države Amerike, da poskušajo zrušiti njegov režim.
Sirska opozicija, uporniki in druge protirežimske sile so konec novembra 2024 sprožile serijo ofenziv v katerih so v nekaj dneh zavezeli Alep in več drugih mest. Po hitrem napredovanju so do 8. decembra prevzeli nadzor nad Damaskom in večino države. Asad je pobegnil v Rusijo, njegova vlada pa je razpadla, kar je oznanilo konec njegovega režima.

## Zgodnje življenje, družina in izobrazba
Bašar al Asad se je rodil 11. septembra 1965 v Damasku kot drugi sin in tretji otrok Anise Mahluf in Hafeza al Asada. »Al Asad« v arabščini pomeni »lev«. Asadov dedek po očetovi strani, Ali Sulajman al Asad, je uspel spremeniti svoj status iz kmeta v manjšega ugledneža, zaradi česar je leta 1927 spremenil družinsko ime iz »Vaš« (kar pomeni »divjak«) v »Al Asad«.
Asadov oče Hafez al Asad se je rodil v revni podeželski družini alavitskega porekla, se povzpel v batistični stranki in v okviru korektivnega gibanja prevzel nadzor nad sirsko podružnico stranke kar je privedlo do tega, da je postal sirski predsednik. Hafez je povzdignil svoje privržence v batistični stranki, med katerimi so bili mnogi alavitskega porekla. Po revoluciji so bili na visoke položaje postavljeni alavitski vplivneži, medtem ko so bili Suniti, Druzi in Ismailiti odstavljeni tako iz vojske kot iz batistične stranke. Tridesetletna vojaška vladavina Hafeza al Asada je Sirijo spremenila v dinastično diktaturo. Novi politični sistem je vodila elita batistične stranke, v kateri so prevladovali družini Asad goreče zvesti alaviti, ki so nadzorovali vojsko, varnostne sile in tajno policijo.
Asad je imel pet bratov in sester, od katerih so trije umrli. Sestra po imenu Bušra je umrla v otroštvu. Najmlajši Asadov brat Majd ni bil nikoli javna osebnost, zato o njem ni veliko znanega, razen, da je bil intelektualno oviran in da je umrl leta 2009 po »dolgi bolezni«.
V nasprotju z bratoma Baselom in Maherjem ter drugo sestro, ki ji je prav tako ime Bušra, je bil Bašar tih, zadržan in se ni zanimal za politiko ali vojsko. Asadovi otroci naj bi očeta videli le redko, Bašar je izjavil, da je v času predsedovanja očeta le enkrat vstopil v njegovo pisarno. Opisali so ga kot »redkobesnega« in po besedah prijatelja z univerze je bil plah, izogibal se je očesnemu stiku in govoril z nizkim glasom.
Osnovno in srednješolsko izobrazbo je Asad pridobil na arabsko-francoski šoli al Hurija v Damasku. Leta 1982 je končal srednjo šolo in nato študiral medicino na univerzi v Damasku.

## Zdravniška kariera in vzpon na oblast
Leta 1988 je Asad končal medicinsko fakulteto in začel delati kot vojaški zdravnik v vojaški bolnišnici Tišrin na obrobju Damaska. Štiri leta pozneje se je preselil v London, kjer se je začel podiplomsko usposabljati iz oftalmologije v Western Eye Hospital. Med bivanjem v Londonu so ga opisovali kot »čudaškega računalničarja«. Bašar je imel malo političnih ambicij, njegov oče pa je za prihodnjega predsednika pripravljal Bašarjevega starejšega brata Basela. Vendar je ta leta 1994 umrl v prometni nesreči, Bašar pa je bil kmalu zatem vpoklican v sirsko vojsko. Državna propaganda je kmalu začela Bašarja v javnosti predstavljati kot »upanje ljudstva«, da bi ga pripravila za naslednjega patriarha na čelu Sirije, ki bo nadaljeval vladavino dinastije Asad.
Kmalu po Baselovi smrti se je Hafez al Asad odločil, da bo Bašar postal novi prestolonaslednik. V naslednjih šestih letih in pol, vse do svoje smrti leta 2000, je Hafez pripravljal Bašarja na prevzem oblasti. General Bahjat Sulejman, častnik obrambnih čet, je bil zadolžen za nadzor priprav na nemoten prehod, ki so potekale na treh ravneh. Prvič, Bašarju je bila zagotovljena podpora v vojaškem in varnostnem aparatu. Drugič, Bašarjeva podoba je bila vzpostavljena v javnosti. In nazadnje, Bašar je bil seznanjen z mehanizmi vodenja države.
Da bi se uveljavil v vojski se je Bašar leta 1994 vpisal na vojaško akademijo v Homsu, kjer je januarja 1999 postal polkovnik elitne sirske republikanske garde. Da bi si v vojski zagotovil moč, so bili stari poveljnike divizij potisnjeni v pokoj, na njihovo mesto pa so prišli novi, mladi, alavitski častniki, ki so mu bili lojalni.
Leta 1998 je Bašar prevzel vodenje sirskega libanonskega dosjeja, ki ga je od sedemdesetih let prejšnjega stoletja vodil podpredsednik Abdul Halim Kadam, ki je bil do takrat potencialni kandidat za predsednika. S tem ko je Bašar prevzel vodenje sirskih zadev v Libanonu, mu je uspelo Kadama potisniti na stran in v Libanonu vzpostaviti lastno oblastno bazo. Istega leta je Bašar po manjšem posvetovanju z libanonskimi politiki za predsednika Libanona postavil Emila Lahouda, svojega zvestega zaveznika, in na stran odrinil nekdanjega libanonskega predsednika vlade Rafika Haririja, saj ni podprl njegovega imenovanja za predsednika vlade. Da bi še bolj oslabil stari sirski red v Libanonu, je Bašar zamenjal dolgoletnega de facto sirskega visokega komisarja v Libanonu Ghazija Kanana z Rustumom Ghazalehom.
Vzporedno z vojaško kariero se je Bašar ukvarjal z javnimi zadevami. Dobil je široka pooblastila in postal vodja urada za sprejemanje pritožb in pozivov državljanov ter vodil kampanjo proti korupciji. Zaradi te kampanje je bilo veliko Bašarjevih potencialnih tekmecev za predsednika postavljenih pred sodišče zaradi korupcije. Bašar je postal tudi predsednik sirskega računalniškega društva in pomagal uvesti internet v Siriji, kar je pripomoglo k njegovi podobi modernizatorja in reformatorja. Bašarju al Asadu so bili naklonjeni pripadniki batistične stranke, vojska in alavitska sekta, kar mu je omogočilo, da je postal očetov naslednik.

## Predsedstvo

### Pred državljansko vojno: 2000–2011
Po smrti Hafeza al Asada 10. junija 2000 je bila sirska ustava spremenjena. Minimalna starostna meja za predsedniško funkcijo je bila znižana s 40 na 34 let, kolikor je bil takrat star Bašar. Asad je kandidiral kot edini kandidat in bil nato 10. julija 2000 potrjen za predsednika s 97,29-odstotno podporo za njegovo vodenje. V skladu s svojo vlogo predsednika Sirije je bil imenovan za vrhovnega poveljnika sirskih oboroženih sil in regionalnega sekretarja batistične stranke. Od takrat so redno vsakih sedem let potekale državne volitve, na katerih je Asad zmagal z veliko večino glasov. Volitve so bile s strani neodvisnih opazovalcev večkrat soglasno označene za navidezen proces, opozicija pa jih bojkotira. Zadnji dve volitvi leta 2014 in 2021 sta bili izvedeni samo na območjih, ki jih je med državljansko vojno v državi nadzorovala sirska vlada, Združeni narodi pa so ju obsodili.

#### Damaščanska pomlad
Takoj po njegovem nastopu mandata je reformno gibanje, znano kot Damaščanska pomlad, ki so ga vodili pisatelji, intelektualci, disidenti, kulturni aktivisti itd., naredilo previden napredek, ki je pripeljal do zaprtja zapora Mezeh in razglasitve obsežne amnestije, s katero so izpustili več sto političnih zapornikov, povezanih z Muslimansko bratovščino. Vendar so se v letu dni ponovno začele varnostne represije, ki so pomlad spremenile v Damaščansko zimo. Na stotine intelektualcev je bilo aretiranih, proti njim pa uperjenih več ukrepov, bili so izgnani ali poslani v zapor, izredne razmere pa so se nadaljevale. Olajšave so bile umaknjene, da bi se okrepil avtoritarni nadzor, cenzura se je povečala, gibanje Damaščanska pomlad pa je bilo pod pretvezo »nacionalne enotnosti in stabilnosti« prepovedano. Režimska politika »socialnega tržnega gospodarstva« je postala simbol korupcije, saj so Asadovi zvesti pripadniki postali njeni edini upravičenci. Številni razpravni forumi so bili zaprti, mnogi intelektualci pa so bili ugrabljeni, mučeni in ubiti s strani Muhabarata. Številni analitiki menijo, da so bile začetne obljube o odpiranju del vladne strategije za iskanje Sircev, ki niso podpirali novega vodstva.
Med državnim obiskom britanskega premiera Tonyja Blaira v Siriji oktobra 2001 je Bašar na skupni tiskovni konferenci javno obsodil ameriško invazijo na Afganistan in dejal, da »ne moremo sprejeti tega, kar vsak dan vidimo na naših televizijskih zaslonih - ubijanje nedolžnih civilistov. Vsak dan jih umre na stotine.« Asad je na konferenci prav tako pohvalil palestinske militantne skupine in jih označil za »borce za svobodo« ter kritiziral Izrael in zahodni svet. Britanski uradniki so pozneje opisali Asadova politična stališča kot bolj spravljiva v zasebnem življenju in trdili, da je kritiziral napade 11. septembra in sprejel legitimnost države Izrael.
Po napadih 11. septembra in v zgodnjih fazah vojne proti terorizmu pod vodstvom ZDA je »Sirija postala ena najučinkovitejših obveščevalnih zaveznic Cie v boju proti Al Kaidi« pri čemer sta »kakovost in količina informacij iz Sirije [presegli] pričakovanja Agencije.« Sirija je tesno sodelovala s programom Cie za pridržanje in zasliševanje ljudi, ki so veljali za »nezakonite sovražne borce«; sirski zapori so bili glavni kraj izrednih izročitev domnevnih članov Al Kaide, kjer so jih sirski zasliševalci mučili v imenu Cie. Po poročilu Open Society Foundations iz leta 2013 je bila Sirija ena od »najpogostejših destinacij izročenih osumljencev« v okviru programa Cie.

#### Umor Rafika Haririja in Cedrska revolucija
»To bo Lahoud.. nasprotovati mu je enako kot nasprotovati Asadu.. Razbil bom Libanon nad vašo glavo in nad glavo Walid Jumblatta. Zato se raje vrnite v Bejrut in zadevo uredite na tej podlagi.«

— Asadove grožnje Rafiku Haririju avgusta 2004 zaradi vprašanja podaljšanja mandata sirskega zaveznika Emila Lahouda
14. februarja 2005 je bil v Bejrutu v eksploziji tovornjaka z bombo umorjen Rafik Hariri, nekdanji predsednik libanonske vlade, v kateri je bilo ubitih 22 ljudi. Časopis Christian Science Monitor je poročal, da je bila »za Haririjev umor obtožena Sirija. V mesecih pred atentatom so se odnosi med Haririjem in sirskim predsednikom Bašarjem al Asadom v ozračju groženj in ustrahovanja precej poslabšali.« Bašar je takoj po Haririjevi smrti za načelnika sirske vojaške obveščevalne službe imenoval svojega svaka Asefa Šavkata, ki je bil osumljen organizacije terorističnega napada.
Poboji so povzročili ogromno razburjenje, ki je v Libanonu sprožilo intifado, na ulicah pa se je zbralo več sto tisoč protestnikov, ki so zahtevali popoln umik sirskih vojaških sil. Po vse večjem mednarodnem pritisku, ki je Sirijo pozval k izvajanju Resolucije VSZN 1559, je Bašar al Asad 5. marca izjavil, da bo ukazal umik sirskih vojakov. 14. marca 2005 je več kot milijon libanonskih protestnikov - muslimanov, kristjanov in druzov - demonstriralo v Bejrutu ob mesečni obletnici Haririjevega umora. Resolucija ZN 1595, sprejeta 7. aprila, je poslala mednarodno komisijo za preiskavo umora Haririja. 5. maja 2005 so Združeni narodi uradno potrdili popoln odhod vseh sirskih vojakov, s čimer se je končala 29-letna vojaška okupacija Libanona. Vstaje, ki so se zgodile v teh mesecih, so postale znane kot libanonska »intifada za neodvisnost« ali »cedrska revolucija«.
Poročilo preiskovalne komisije ZN, objavljeno 20. oktobra 2005, je razkrilo, da so umor neposredno nadzorovali visoki člani sirske obveščevalne službe in Asadove družine. BBC je decembra 2005 poročal, da je »Damask odločno zanikal vpletenost v avtomobilsko bombo, ki je februarja ubila Harirja«.
27. maja 2007 je bil Asad na referendumu o njegovem predsedovanju potrjen za še en sedemletni mandat, saj je njegovo nadaljnje vodenje podprlo 97,6 % glasov. Opozicijske stranke v državi niso bile dovoljene, Asad pa je bil edini kandidat na referendumu. Sirske opozicijske stranke pod okriljem Damaščanske deklaracije so volitve označile za nelegitimne in kot del strategije režima za ohranitev »totalitarnega sistema«. Volitve v Siriji so uradno označene kot dogodek »obnavljanja obljube zvestobe« Asadom, glasovanje pa je uveljavljeno kot obvezna dolžnost za vse državljane. Po razglasitvi rezultatov sledijo provladni shodi po vsej državi, ki hvalijo režim in na katerih državljani izjavljajo svojo »predanost« predsedniku in slavijo »vrline« dinastije Asad.
Sirija je s pomočjo Severne Koreje v 2000-ih letih začela razvijati prikriti program jedrskega orožja, vendar je njen domnevni jedrski reaktor uničilo izraelsko letalstvo med operacijo Outside the Box septembra 2007.

### Med sirsko državljansko vojno

#### 2011–2015
Protesti v Siriji so se začeli 26. januarja 2011 po protestih arabske pomladi, ki so zahtevali politične reforme in ponovno vzpostavitev državljanskih pravic ter odpravo izrednih razmer, ki so veljale od leta 1963. Eden od poskusov za »dan besa« je bil določen za 4. in 5. februar, vendar se je končal brez uspeha. Protesti 18. in 19. marca so bili največji v Siriji po več desetletjih, sirska oblast pa se je na proteste odzvala z nasiljem. V svojem prvem javnem odzivu na proteste 30. marca 2011 je Asad za nemire okrivil »zarote« ter sirsko opozicijo in protestnike obtožil »fitne« s čimer je sledil strankarski liniji in batistično državo predstavil kot žrtev mednarodne zarote. Zasmehoval je tudi gibanje arabske pomladi, udeležence protestov pa je označil za »bacile« in peto kolono.
ZDA so aprila 2011 uvedle omejene sankcije proti Asadovi vladi, 18. maja 2011 pa je sledil izvršni ukaz Baracka Obame, ki je bil posebej usmerjen proti Bašarju Asadu in šestim drugim visokim uradnikom. 23. maja 2011 so se zunanji ministri EU na srečanju v Bruslju dogovorili, da na seznam, za katerega veljajo prepovedi potovanj in zamrznitev sredstev, dodajo Asada in devet drugih uradnikov. 24. maja 2011 je Kanada uvedla sankcije proti sirskim voditeljem, vključno z Asadom.
20. junija je Asad v odgovor na zahteve protestnikov in mednarodni pritisk obljubil nacionalni dialog, ki bo vključeval premik k reformam, nove parlamentarne volitve in večje svoboščine. Prav tako je pozval begunce, naj se iz Turčije vrnejo domov, jim zagotovil amnestijo in za vse nemire obtožil majhno število saboterjev.
Julija 2011 je ameriška državna sekretarka Hillary Clinton dejala, da je Asad kot predsednik »izgubil legitimnost«. 18. avgusta 2011 je Barack Obama izdal pisno izjavo, v kateri je Asada pozval, naj »odstopi«. 18. avgusta je bil napaden karikaturist Ali Farzat, kritik Asadove vlade. Sorodniki humorista so medijem povedali, da so napadalci zagrozili, da bodo Farzatu polomili kosti kot opozorilo, naj preneha risati karikature vladnih uradnikov, zlasti Asada. Farzat je bil hospitaliziran z zlomoma obeh rok in poškodbo glave.
Od oktobra 2011 je Rusija kot stalna članica Varnostnega sveta ZN večkrat vložila veto na osnutke resolucij v Varnostnem svetu ZN, ki jih je podprl Zahod in ki bi dopuščali možnost sankcij ZN ali celo vojaškega posredovanja proti Asadovi vladi.
Do konca januarja 2012 je Reuters poročal, da so sirska vojska, varnostni agenti in milice (šabiha) ubili več kot 5000 civilistov in protestnikov (vključno z oboroženimi borci), medtem ko so »teroristične oborožene sile« ubile 1100 ljudi.
Asad je 10. januarja 2012 imel govor, v katerem je trdil, da so vstajo zakuhale tuje države, in razglasil, da je »zmaga [že] blizu«. Dejal je tudi, da je Arabska liga s tem, ko je suspendirala Sirijo, razkrila, da ni več arabska. Vendar pa je Asad tudi dejal, da država ne bo »zaprla vrat« rešitvi, ki bi jo posredovala arabska stran, če bo spoštovana »nacionalna suverenost«. Povedal je tudi, da bi lahko marca izvedli referendum o novi ustavi.
27. februarja 2012 je Sirija trdila, da je predlog za pripravo nove ustave na ustreznem referendumu dobil 90-odstotno podporo. Referendum je uvedel štirinajstletno kumulativno omejitev mandata za predsednika Sirije. Tuje države, vključno z ZDA in Turčijo, so referendum razglasile za brezpredmeten; EU je napovedala nove sankcije proti ključnim osebam režima. Julija 2012 je ruski zunanji minister Sergej Lavrov obsodil zahodne sile zaradi izsiljevanja, ki po njegovih besedah pomeni izzivanje državljanske vojne v Siriji. 15. julija 2012 je Mednarodni odbor Rdečega križa razglasil državljansko vojno v Siriji, saj naj bi se število žrtev na vseh straneh približalo 20 000.
Asad je 6. januarja 2013 v svojem prvem pomembnejšem govoru po juniju dejal, da je konflikt v njegovi državi posledica »sovražnikov« zunaj Sirije, ki bodo »šli v pekel«, in da bodo »dobili lekcijo«. Vendar je dejal, da je še vedno odprt za politično rešitev, češ da neuspešni poskusi rešitve »ne pomenijo, da nas politična rešitev ne zanima.« Julija 2014 je Asad podaljšal svoj tretji predsedniški mandat po glasovanju, ki je potekalo na režimsko naklonjenih ozemljih, ki ga je opozicija bojkotirala, Združeni narodi pa obsodili. Po mnenju Joshue Landisa: »On (Asad) bo rekel: ‚Jaz sem država, jaz sem Sirija, in če želi Zahod dostop do Sircev, mora priti prek mene‘«.
Po padcu štirih vojaških oporišč septembra 2014, ki so bila zadnja vladna oporišča v provinci Raka, je bil Asad deležen precejšnjih kritik s strani svoje alavitske podporne baze. Med drugim je Duraid al Asad, bratranec Bašarja al Asada, izrekel pripombe, v katerih je zahteval odstop sirskega obrambnega ministra Fahda Džasema al Freidža, potem ko je Islamska država ubila več sto vladnih vojakov, zajetih po zmagi IS v letalskem oporišču Tabka. Kmalu so sledili alavitski protesti v Homsu, ki so zahtevali odstop guvernerja, in odstavitev Asadovega bratranca Hafesa Mahlufa z njegovega varnostnega položaja, zaradi česar je bil kasneje izgnan v Belorusijo. Nesorazmerno veliko število v spopadih ubitih vojakov, ki prihajajo z alavitskih območij, pa tudi slabše gospodarske razmere je večalo nezadovoljstvo Alavitov do Asada in jim dajalo občutek, da jih je Asadov režim zapustil. Osebe blizu Asada so začele izražati skrb glede možnosti njegovega preživetja, pri čemer je eden od njih konec leta 2014 dejal: »Trenutnega položaja ne vidim kot vzdržnega ... Mislim, da bo Damask enkrat padel.«
Leta 2015 je v Latakiji v nejasnih okoliščinah umrlo več članov družine Asad. 14. marca je bil s petimi streli v glavo umorjen vplivni Asadov bratranec in ustanovitelj šabihe Mohamed Tufik al Asad v sporu zaradi vpliva v Kardahi—rodnem domu družine Asad. Aprila 2015 je Asad ukazal aretacijo svojega bratranca Muntherja al Asada v Alzirihu v Latakiji. Še vedno ni jasno, ali je bila aretacija posledica dejanskih zločinov.
Po vrsti vladnih porazov na severu in jugu Sirije so analitiki opazili naraščajočo nestabilnost vlade skupaj s stalno upadajočo podporo Asadovi vladi med njenimi glavnimi podporniki Alaviti ter poročali o vse več begih Asadovih sorodnikov, Alavitov in poslovnežev, iz Damaska v Latakijo in druge države. Načelnik obveščevalne službe Ali Mamluk je bil aprila dan v hišni pripor in bil obtožen zarote z Asadovim stricem v izgnanstvu Rifatom al Asadom, da bi zamenjal Bašarja na položaju predsednika. Med drugimi odmevnimi smrtmi so bili poveljniki četrte oklepne divizije, vojaške letalske baze Beli, posebnih enot vojske in prve oklepne divizije, v napačnem zračnem napadu med ofenzivo v Palmiri pa sta bila ubita dva častnika, ki sta bila po nekaterih podatkih v sorodu z Asadom.

#### Od ruskega posredovanja: 2015–danes
4. septembra 2015, ko so bile možnosti za Asadovo preživetje videti klavrne, je ruski predsednik Vladimir Putin izjavil, da Rusija Asadovi vladi zagotavlja dovolj »resno« pomoč: logistično in vojaško podporo. Kmalu po začetku neposrednega vojaškega posredovanja Rusije 30. septembra 2015 na uradno zahtevo sirske vlade je Putin izjavil, da je bila vojaška operacija vnaprej temeljito pripravljena, cilj Rusije v Siriji pa je opredelil kot »stabilizacijo legitimne oblasti v Siriji in ustvarjanje pogojev za politični kompromis«. Putinovo posredovanje je rešilo Asadov režim v trenutku, ko je bil ta na robu propada. Prav tako je Moskvi omogočilo doseganje ključnih geostrateških ciljev, kot so popoln nadzor nad sirskim zračnim prostorom, pomorske baze, ki so ji zagotovile stalen vojaški doseg v vzhodnem Sredozemlju, in lažji dostop za posredovanje v Libiji.
Novembra 2015 je Asad ponovil, da se diplomatski proces za končanje državljanske vojne v državi ne more začeti, dokler jo zasedajo »teroristi«, čeprav po mnenju BBC News ni bilo jasno, ali je mislil le na ISIL ali tudi na upornike, ki jih podpira Zahod. 22. novembra je Asad dejal, da je Rusija v dveh mesecih zračne kampanje v boju proti ISIL dosegla več kot ZDA in koalicija pod vodstvom ZDA v enem letu. V intervjuju za češko televizijo 1. decembra je dejal, da ga voditelji, ki zahtevajo njegov odstop, ne zanimajo, saj jih nihče ne jemlje resno, ker so »plitki« in pod nadzorom ZDA. Konec decembra 2015 so visoki ameriški uradniki zasebno priznali, da je Rusija dosegla svoj glavni cilj stabilizacije Sirije in da bi ob razmeroma nizkih stroških lahko operacijo na tej ravni vzdrževala še leta.
Decembra 2015 je Putin izjavil, da Rusija podpira Asadove sile in je pripravljena podpreti protiasadovske upornike v skupnem boju proti IS.
Financial Times je 22. januarja 2016, sklicujoč se na anonimne »visoke zahodne obveščevalce«, trdil, da je bil ruski general Igor Sergun, direktor GRU, Glavnega obveščevalnega direktorata Generalštaba oboroženih sil Ruske federacije, tik pred svojo nenadno smrtjo 3. januarja 2016 v Damask poslan s sporočilom Vladimirja Putina s prošnjo, naj predsednik Asad odstopi. Putinov tiskovni predstavnik je poročilo Financial Timesa zanikal.
Decembra 2016 so poročali, da so Asadove sile ponovno zavzele polovico Alepa, ki so ga nadzorovali uporniki, s čimer se je v mestu končal šestletni pat položaj. 15. decembra, ko so poročali, da so vladne sile tik pred ponovnim zavzetjem celotnega Alepa—»prelomnico« v državljanski vojni, je Asad slavil »osvoboditev« mesta in izjavil: »Zgodovino piše vsak državljan Sirije.«
Po izvolitvi Donalda Trumpa je bila prednostna naloga ZDA glede Asada drugačna od prednostne naloge Obamove administracije in marca 2017 je ameriška veleposlanica pri ZN Nikki Haley izjavila, da ZDA niso več osredotočene na to, da bi »odstavile Asada«, vendar se je to stališče spremenilo po kemičnem napadu v Han Šajhunu leta 2017. Po raketnih napadih na sirsko letalsko oporišče na ukaz predsednika Trumpa je Asadov tiskovni predstavnik ravnanje ZDA označil za »nepravično in arogantno agresijo« ter izjavil, da raketni napadi »ne spreminjajo globoke politike« sirske vlade. Predsednik Asad je za agencijo Agence France-Presse povedal, da je sirska vojska leta 2013 predala vse kemično orožje in ga ne bi uporabila, če bi ga še imela, ter izjavil, da je bil kemični napad »stoodstotna izmišljotina«, s katero so želeli upravičiti ameriški zračni napad. Junija 2017 je ruski predsednik Putin dejal, da »Asad ni uporabil [kemičnega orožja]« in da so kemični napad »izvedli ljudje, ki so ga želeli za to obtožiti«. Inšpektorji ZN in mednarodne organizacije za prepoved kemičnega orožja (OPCW) so ugotovili, da je bil napad delo Asadovega režima.
7. novembra 2017 je sirska vlada sporočila, da je podpisala Pariški podnebni sporazum. Maja 2018 je priznala neodvisnost separatističnih republik Abhazije in Južne Osetije v Gruziji, ki ju je okupirala Rusija, kar je povzročilo nasprotovanje Evropske unije, Združenih držav, Kanade in drugih držav. 30. avgusta 2020 je bila oblikovana prva vlada Huseina Arnuja, ki je vključevala nov ministrski svet.
Na predsedniških volitvah leta 2021, ki so potekale 26. maja, si je Asad zagotovil četrti sedemletni mandat; z zmago 95,2 % upravičenih glasov. Volitve sta bojkotirali opozicija in SDF; medtem ko so bili begunci in notranje razseljeni državljani diskvalificirani za glasovanje; kar je omogočilo sodelovanje le 38 % Sircev. Neodvisni mednarodni opazovalci in predstavniki zahodnih držav so volitve označili za farso. Združeni narodi so volitve obsodili zaradi neposredne kršitve resolucije 2254 in izjavili, da »nimajo mandata«.
10. avgusta 2021 je bila oblikovana druga vlada Huseina Arnuja. Pod Asadovim vodstvom je Sirija leta 2022 postala močna podpornica ruske invazije na Ukrajino in je bila ena od petih držav, ki so nasprotovale resoluciji Generalne skupščine ZN, ki je obsodila invazijo in pozvala Rusijo, naj umakne svoje vojake. Tri dni pred invazijo je bil v Moskvo poslan zunanji minister Fajsal Mekdad, da bi potrdil sirsko priznanje separatističnih republik Doneck in Lugansk. Dan po invaziji je Bašar al Asad v telefonskem pogovoru z Vladimirjem Putinom pohvalil invazijo kot »popravek zgodovine in ponovno vzpostavitev ravnovesja v svetovnem redu po razpadu Sovjetske zveze«. Sirija je junija 2022 kot prva država po Rusiji uradno priznala »neodvisnost in suverenost« obeh odcepljenih regij.
Ob 12. obletnici začetka protestov sirske revolucije se je Bašar al Asad na uradnem obisku v Rusiji sestal z Vladimirjem Putinom. V televizijski oddaji s Putinom je Asad zagovarjal rusko »posebno vojaško operacijo« kot vojno proti »neonacistom in starim nacistom« v Ukrajini. Priznal je rusko priključitev štirih ukrajinskih oblasti in ratificiral nove ruske meje, češ da so ta ozemlja »zgodovinsko ruska«. Asad je Rusijo tudi pozval, naj razširi svojo vojaško prisotnost v Siriji z vzpostavitvijo novih oporišč in napotitvijo več vojaških čevljev na teren, s čimer bi njena vojaška vloga postala stalna.
Marca 2023 je obiskal Združene arabske emirate in se srečal s predsednikom ZAE Mohamedom bin Zajedom Al Nahjanom. Maja 2023 se je udeležil vrha Arabske lige v Džidi v Savdski Arabiji, kjer ga je sprejel savdski prestolonaslednik Mohamed bin Salman. Septembra 2023 se je Asad udeležil otvoritvene slovesnosti azijskih iger v Hangzhouju in se srečal s kitajskim predsednikom Xi Jinpingom. Napovedala sta vzpostavitev strateškega partnerstva med Kitajsko in Sirijo.

### Navedbe
1. ↑  Person Profile // Internet Movie Database — 1990.
2. ↑  Brockhaus Enzyklopädie
3. ↑  EUR-Lex — 2001. — str. 2.
4. ↑  »What to know about the growing normalization of Syria's dictator in the Middle East«. PBS News (v ameriški angleščini). 20. julij 2024. Pridobljeno 26. novembra 2024.
5. 1 2  »Syria latest: Rebels capture Damascus, saying President Assad has fled«. BBC News (v britanski angleščini). Pridobljeno 8. decembra 2024.
6. ↑  »ICG Middle East Report: Syria Under Bashar« (PDF). European Parliament. 11. februar 2004. Pridobljeno 30. novembra 2024.
7. ↑  Svolik, Milan. »The Politics of Authoritarian Rule«. Cambridge University Press (v angleščini). Arhivirano iz spletišča dne 15. septembra 2018. Pridobljeno 21. oktobra 2019.
8. ↑  Weeks, Jessica (2014). Dictators at War and Peace. Cornell University Press. str. 18.
9. ↑  Wedeen, Lisa (2018). Authoritarian Apprehensions. Chicago Studies in Practices of Meaning. University of Chicago Press. Arhivirano iz spletišča dne 21. oktobra 2019. Pridobljeno 21. oktobra 2019.
10. ↑  Hinnebusch, Raymond (2012). »Syria: from 'authoritarian upgrading' to revolution?«. International Affairs (v angleščini). 88 (1): 95–113. doi:10.1111/j.1468-2346.2012.01059.x.
11. ↑  Michalik, Susanne (2015). »Measuring Authoritarian Regimes with Multiparty Elections«.  V Michalik, Susanne (ur.). Multiparty Elections in Authoritarian Regimes: Explaining their Introduction and Effects. Studien zur Neuen Politischen Ökonomie (v angleščini). Springer Fachmedien Wiesbaden. str. 33–45. doi:10.1007/978-3-658-09511-6_3. ISBN 978-3658095116.
12. ↑  Geddes, Barbara; Wright, Joseph; Frantz, Erica (2018). How Dictatorships Work. Cambridge University Press. str. 233. doi:10.1017/9781316336182. ISBN 978-1-316-33618-2. S2CID 226899229.
13. ↑  »Civilian Death Toll«. SNHR. september 2022. Arhivirano iz prvotnega spletišča dne 5. marca 2022.{{navedi splet}}:  Vzdrževanje CS1: samodejni prevod datuma (povezava)
14. ↑  Robertson QC, Geoffrey (2013). »11: Justice in Demand«. Crimes Against Humanity: The Struggle for Global Justice (4th izd.). New York: The New Press. str. 560–562, 573, 595–607. ISBN 978-1-59558-860-9.
15. ↑  Syria Freedom Support Act; Holocaust Insurance Accountability Act of 2011. Washington DC: Committee on Foreign Affairs, House of Representatives. 2012. str. 221–229.
16. ↑  Vohra, Anchal (16. oktober 2020). »Assad's Horrible War Crimes Are Finally Coming to Light Under Oath«. Foreign Policy. Arhivirano iz prvotnega spletišča dne 2. novembra 2020.
17. ↑  »German court finds Assad regime official guilty of crimes against humanity«. Daily Sabah. 13. januar 2022. Arhivirano iz prvotnega spletišča dne 22. januarja 2022.
18. ↑  Martina Nosakhare, Whitney (15. marec 2022). »Some Hope in the Struggle for Justice in Syria: European Courts Offer Survivors a Path Toward Accountability«. Human Rights Watch. Arhivirano iz prvotnega spletišča dne 5. aprila 2022.
19. ↑    - »Security Council Deems Syria's Chemical Weapon's Declaration Incomplete«. United Nations: Meetings Coverage and Press Releases. 6. marec 2023. Arhivirano iz prvotnega spletišča dne 14. marca 2023.
  - »Fifth Review Conference of the Chemical Weapons Convention«. European Union External Action. 15. maj 2023. Arhivirano iz prvotnega spletišča dne 15. maja 2023.
20. ↑  »France issues arrest warrant for Syria's President Assad - source«. Reuters. 15. november 2023.
21. ↑  King, Esther (2. november 2016). »Assad denies responsibility for Syrian war«. Politico. Arhivirano iz spletišča dne 28. decembra 2016. Pridobljeno 21. decembra 2016. The Syrian president maintained he was fighting to preserve his country and criticized the West for intervening. "Good government or bad, it's not your mission" to change it, he said.
22. ↑  writer(s) (6. oktober 2016). »'Bombing hospitals is a war crime,' Syria's Assad says«. ITV News. Arhivirano iz spletišča dne 11. avgusta 2018. Pridobljeno 21. decembra 2016. The intense bombardment of Aleppo during an army offensive that began two weeks ago has included several strikes on hospitals, residents and medical workers there have said. But Assad denied any knowledge of such attacks, saying that there were only "allegations".
23. ↑  »Strmoglavljeni Asad z družino zatočišče poiskal v Moskvi | 24ur.com«. www.24ur.com. Pridobljeno 8. decembra 2024.
24. ↑  »US-backed Syrian Free Army advances in Homs, with reports of clashes with regime forces in Palmyra«. Middle East Monitor. 6. december 2024. Pridobljeno 8. decembra 2024.
25. ↑  Ravid, Barak (8. december 2024). »Assad regime collapses as Syrian rebels seize control of Damascus«. Axios (v angleščini). Pridobljeno 8. decembra 2024.
26. 1 2  Zisser 2007, str. 20.
27. ↑  Seale & McConville 1992, str. 6.
28. ↑  Mikaberidze 2013, str. 38.
29. ↑  Seale, Patrick (15. junij 2000). »Hafez al-Assad«. The Guardian. Arhivirano iz spletišča dne 30. marca 2019. Pridobljeno 19. marca 2011.
30. ↑  Moosa 1987, str. 305.
31. ↑  Allam, Saber, Ashraf, Salah (2019). »The domestic structure of the regime«. Assad's Survival: The Symbol Of Resisting The Arab Spring. 16 Faisal City, Almontaza, Alexandria, Egypt: Lamar. str. 26–27. ISBN 978-977-85412-3-6.{{navedi knjigo}}:  Vzdrževanje CS1: lokacija (povezava)
32. ↑  Cole, Robert (2022). »Syria«. The Encyclopaedia of Propaganda. Routledge. str. 760–761. ISBN 9781317471981.
33. 1 2  Bar, Shmuel (2006). »Bashar's Syria: The Regime and its Strategic Worldview« (PDF). Comparative Strategy. The Interdisciplinary Center Herzliya Lauder School of Government, Diplomacy and Strategy Institute for Policy and Strategy. 25 (5): 16 & 379. doi:10.1080/01495930601105412. S2CID 154739379. Arhivirano iz prvotnega spletišča (PDF) dne 23. julija 2011. Pridobljeno 14. marca 2015.
34. ↑  Dow, Nicole (18. julij 2012). »Getting to know Syria's first family«. CNN. Arhivirano iz spletišča dne 20. aprila 2016. Pridobljeno 14. marca 2015.
35. 1 2  Zisser 2007, str. 21.
36. ↑  Ciezadlo, Annia (19. december 2013). »Bashar Al Assad: An Intimate Profile of a Mass Murderer«. The New Republic. Arhivirano iz spletišča dne 27. marca 2021. Pridobljeno 14. marca 2015.
37. 1 2  Khalaf, Roula (15. junij 2012). »Bashar al-Assad: behind the mask«. Financial Times. Arhivirano iz spletišča dne 10. decembra 2022. Pridobljeno 14. marca 2015.
38. ↑  Belt, Don (november 2009). »Syria«. National Geographic. str. 2, 9. Arhivirano iz prvotnega spletišča dne 25. oktobra 2009. Pridobljeno 14. marca 2014.{{navedi novice}}:  Vzdrževanje CS1: samodejni prevod datuma (povezava)
39. ↑  Sachs, Susan (14. junij 2000). »Man in the News; The Shy Young Doctor at Syria's Helm; Bashar al-Assad«. The New York Times. Arhivirano iz spletišča dne 28. avgusta 2018. Pridobljeno 29. januarja 2018.
40. ↑  »The enigma of Assad: How a painfully shy eye doctor turned into a murderous tyrant«. 21. april 2017. Arhivirano iz spletišča dne 22. aprila 2019. Pridobljeno 21. decembra 2017.
41. ↑  Leverett 2005, str. 59.
42. 1 2 3  »LADNO.ru« Асад Башар : биография [Bashar Assad: A Biography]. Ladno (v ruščini). Arhivirano iz prvotnega spletišča dne 18. oktobra 2015. Pridobljeno 23. septembra 2011.
43. ↑  Beeston, Richard; Blanford, Nick (22. oktober 2005). »We are going to send him on a trip. Bye, bye Hariri. Rot in hell«. The Times. London. Arhivirano iz spletišča dne 14. februarja 2017. Pridobljeno 26. aprila 2010.
44. ↑  Leverett 2005, str. 60.
45. ↑  »How Syria's 'Geeky' President Went From Doctor to Dictator«. NBC News. Arhivirano iz spletišča dne 22. decembra 2017. Pridobljeno 14. aprila 2018.
46. ↑  Minahan 2002, str. 83.
47. ↑  Tucker & Roberts 2008, str. 167.
48. ↑  »Iran Report: June 19, 2000«. Radio Free Europe/Radio Liberty (v angleščini). 11. november 2008. Arhivirano iz spletišča dne 15. maja 2022. Pridobljeno 15. maja 2022.
49. ↑  Wedeen, Lisa (2015). Ambiguities of Domination: Politics, Rhetoric and Symbols in Contemporary Syria. Chicago, US: University of Chicago Press. str. 28, 39, 60–61. ISBN 978-0-226-33337-3. Arhivirano iz spletišča dne 2. decembra 2022. Pridobljeno 2. decembra 2022.
50. ↑  Zisser 2007, str. 35.
51. ↑  Gresh, Alain (Julij 2020). »Syria: the rise and rise of Doctor Bashar«. Le Monde diplomatique. Arhivirano iz spletišča dne 8. avgusta 2022. Pridobljeno 15. maja 2022.
52. ↑  Leverett 2005, str. 61.
53. ↑  Zisser 2007, str. 30.
54. ↑  »CNN Transcript – Breaking News: President Hafez Al-Assad Assad of Syria Confirmed Dead«. CNN. 10. junij 2000. Arhivirano iz prvotnega spletišča dne 5. oktobra 2018. Pridobljeno 3. avgusta 2010.
55. 1 2  Ma'oz, Ginat & Winckler 1999, str. 41.
56. ↑  Zisser 2007, str. 34–35.
57. ↑  Blanford 2006, str. 69–70.
58. ↑  Blanford 2006, str. 88.
59. ↑  »Syrian President Bashar al-Assad: Facing down rebellion«. BBC News. 21. oktober 2015. Arhivirano iz spletišča dne 11. aprila 2019. Pridobljeno 21. junija 2018.
60. ↑  »The rise of Syria's controversial president Bashar al-Assad«. ABC News. 7. april 2017. Arhivirano iz spletišča dne 16. junija 2017. Pridobljeno 19. junija 2017.
61. 1 2  »Syrians Vote For Assad in Uncontested Referendum«. The Washington Post. Damascus. Associated Press. 28. maj 2007. Arhivirano iz spletišča dne 17. julija 2015. Pridobljeno 13. marca 2015.
62. 1 2  Yacoub Oweis, Khaleb (17. maj 2007). »Syria's opposition boycotts vote on Assad«. Reuters. Damascus. Arhivirano iz spletišča dne 6. aprila 2017. Pridobljeno 11. oktobra 2021.
63. 1 2 3  Klatell, James (27 May 2007). "Syrians Vote in Presidential Referendum" Arhivirano 6 April 2017 na Wayback Machine.. CBS News.
64. 1 2
65. ↑  Chulov, Martin (14 April 2014). "The one certainty about Syria's looming election – Assad will win" Arhivirano 21 June 2017 na Wayback Machine. The Guardian.
66. ↑  »Syria's Assad wins another term«. BBC News. 29. maj 2007. Arhivirano iz spletišča dne 5. maja 2019. Pridobljeno 13. marca 2015.
67. ↑  »Democracy Damascus style: Assad the only choice in referendum«. The Guardian. 28. maj 2007. Arhivirano iz spletišča dne 20. aprila 2019. Pridobljeno 9. oktobra 2016.
68. ↑  Cheeseman, Nicholas (2019). How to Rig an Election. Yale University Press. str. 140–141. ISBN 978-0-300-24665-0. OCLC 1089560229.
69. ↑  Norris, Pippa; Martinez i Coma, Ferran; Grömping, Max (2015). »The Year in Elections, 2014«. Election Integrity Project (v angleščini). Arhivirano iz prvotnega spletišča dne 15. aprila 2021. Pridobljeno 21. maja 2020. The Syrian election ranked as worst among all the contests held during 2014.
70. ↑  Jones, Mark P. (2018).  Herron, Erik S; Pekkanen, Robert J; Shugart, Matthew S (ur.). »Presidential and Legislative Elections«. The Oxford Handbook of Electoral Systems (v angleščini). doi:10.1093/oxfordhb/9780190258658.001.0001. ISBN 9780190258658. Arhivirano iz spletišča dne 22. januarja 2018. Pridobljeno 21. maja 2020. unanimous agreement among serious scholars that... al-Assad's 2014 election... occurred within an authoritarian context.
71. ↑  Makdisi, Marwan (16. julij 2014). »Confident Assad launches new term in stronger position«. Reuters. Arhivirano iz spletišča dne 3. septembra 2017. Pridobljeno 15. maja 2020.
72. ↑  Evans, Dominic (28. april 2014). »Assad seeks re-election as Syrian civil war rages«. Reuters. Arhivirano iz prvotnega spletišča dne 18. oktobra 2015. Pridobljeno 13. marca 2015.[mrtva povezava]
73. ↑  »UK's William Hague attacks Assad's Syria elections plan«. BBC News. 15. maj 2014. Arhivirano iz spletišča dne 26. oktobra 2022. Pridobljeno 13. marca 2015.
74. 1 2  »Syrians in Lebanon battle crowds to vote for Bashar al-Assad«. The Guardian. 28. maj 2014. Arhivirano iz spletišča dne 20. marca 2019. Pridobljeno 9. novembra 2017.
75. 1 2 3  »Bashar al-Assad sworn in for a third term as Syrian president«. The Daily Telegraph. 16. julij 2014. Arhivirano iz spletišča dne 11. januarja 2022. Pridobljeno 17. decembra 2016.
76. 1 2  Kossaify, Ephrem (22. april 2021). »UN reiterates it is not involved in Syrian presidential election«. Arab News. Arhivirano iz prvotnega spletišča dne 22. aprila 2021.
77. ↑  Leverett 2005, str. 80.
78. ↑  Wikstrom, Cajsa. »Syria: 'A kingdom of silence'«. Al Jazeera. Arhivirano iz spletišča dne 27. decembra 2011. Pridobljeno 14. marca 2015.
79. 1 2  Ghadry, Farid N. (Winter 2005). »Syrian Reform: What Lies Beneath«. Middle East Quarterly. Arhivirano iz spletišča dne 4. marca 2011. Pridobljeno 14. marca 2015.
80. ↑  »Assad's 20-year rule, from Damascus Spring to pariah«. France 24. 9. julij 2020. Arhivirano iz spletišča dne 14. maja 2021. Pridobljeno 21. maja 2023.
81. ↑  England, Andrew (13. september 2008). »'Damascus spring' fades from memory«. Financial Times. Arhivirano iz spletišča dne 21. maja 2023. Pridobljeno 21. maja 2023.
82. ↑  »The Damascus Spring«. Carnegie Middle East Centre. 1. april 2012. Arhivirano iz spletišča dne 9. oktobra 2016. Pridobljeno 21. maja 2023.
83. ↑  »Blair gets a public lecture on the harsh realities of the Middle East«. The Guardian. 1. november 2001. Arhivirano iz spletišča dne 20. marca 2019. Pridobljeno 14. decembra 2016.
84. 1 2  »The Syrian Bet«. The New Yorker. 20. julij 2003. Arhivirano iz spletišča dne 28. januarja 2015. Pridobljeno 10. oktobra 2024.
85. ↑  »Outsourcing the Torture of Suspected Terrorists«. The New Yorker. 14. februar 2005. Arhivirano iz spletišča dne 14. maja 2019. Pridobljeno 29. oktobra 2018.
86. ↑  »America's gulag: Syrian regime was a 'common destination' for CIA rendition«. Al Bawaba. 5. februar 2013. Arhivirano iz spletišča dne 14. aprila 2019. Pridobljeno 29. oktobra 2018.
87. ↑  »A staggering map of the 54 countries that reportedly participated in the CIA's rendition program«. Washington Post. 5. februar 2013. Arhivirano iz spletišča dne 13. maja 2019. Pridobljeno 29. oktobra 2018.
88. ↑  Cobain, Ian (5. februar 2013). »CIA rendition: more than a quarter of countries 'offered covert support': Report finds at least 54 countries co-operated with global kidnap, detention and torture operation mounted after 9/11 attacks«. The Guardian. Arhivirano iz spletišča dne 19. maja 2019. Pridobljeno 10. oktobra 2024.
89. ↑  Coughlin, Con (2023). »5: First Blood«. Assad: The Triumph of Tyranny. 6 Briset Street, London EC1M 5NR, UK: Pan Macmillan. str. 80–97. ISBN 978-1-5290-7490-1.{{navedi knjigo}}:  Vzdrževanje CS1: lokacija (povezava)
90. ↑  »Rafik Hariri: In Lebanon, assassination reverberates 10 years later«. The Christian Science Monitor. 14. februar 2015. Arhivirano iz spletišča dne 20. aprila 2015. Pridobljeno 20. aprila 2015.
91. ↑  »Comeback kid of Assad regime was a feared figure«. Sydney Morning Herald. 20. julij 2012. Arhivirano iz prvotnega spletišča dne 21. julija 2012.
92. ↑  Rudy Jaafar and Maria J. Stephan. (2009). "Lebanon's Independence Intifada: How an Unarmed Insurrection Expelled Syrian Forces", in Maria J. Stephan (ed.), Civilian Jihad: Nonviolent Struggle, Democratization, and Governance in the Middle East, New York: Palgrave Macmillan, pp. 169–85.
93. ↑  Kifner, Hoge, John, Warren (21. oktober 2005). »Top Syrian Seen as Prime Suspect in Assassination«. The New York Times (v ameriški angleščini). ISSN 0362-4331. Arhivirano iz prvotnega spletišča dne 29. maja 2015. Pridobljeno 21. maja 2023.
94. ↑  Mehlis, Detlev (19. oktober 2005). »Report of the International Independent Investigation Commission Established Pursuant to Security Council Resolution 1595 (2005)« (PDF). Arhivirano iz prvotnega spletišča (PDF) dne 21. oktobra 2005.
95. ↑  »UN Harīrī probe implicates Syria«. BBC News. 21. oktober 2005. Arhivirano iz prvotnega spletišča dne 7. novembra 2005.
96. ↑  »Middle East – New Hariri report 'blames Syria'«. 11. december 2005. Arhivirano iz spletišča dne 26. marca 2019. Pridobljeno 20. aprila 2015.
97. ↑  »Syria«. United States Department of State. 26. januar 2012. Arhivirano iz spletišča dne 21. januarja 2017. Pridobljeno 4. marca 2012.
98. ↑  »Syria's Assad wins another term«. BBC News. 29. maj 2007. Arhivirano iz spletišča dne 5. maja 2019. Pridobljeno 13. marca 2015.
99. ↑  »Democracy Damascus style: Assad the only choice in referendum«. The Guardian. 28. maj 2007. Arhivirano iz spletišča dne 20. aprila 2019. Pridobljeno 9. oktobra 2016.
100. ↑  »Syrians Vote For Assad in Uncontested Referendum«. The Washington Post. Damascus. Associated Press. 28. maj 2007. Arhivirano iz prvotnega spletišča dne 11. maja 2018. Pridobljeno 13. marca 2015.
101. ↑  Yacoub Oweis, Khaleb (17. maj 2007). »Syria's opposition boycotts vote on Assad«. Reuters. Damascus. Arhivirano iz prvotnega spletišča dne 6. aprila 2017. Pridobljeno 11. oktobra 2021.
102. ↑  Klatell, James (27. maj 2007). »Syrians Vote in Presidential Referendum«. CBS News. Arhivirano iz prvotnega spletišča dne 6. aprila 2017.
103. ↑  Black, Ian (28. maj 2007). »Democracy Damascus style: Assad the only choice in referendum«. The Guardian. Arhivirano iz prvotnega spletišča dne 6. aprila 2017.
104. ↑  Chulov, Martin (13. april 2014). »The one certainty about Syria's looming election – Assad will win«. The Guardian. Arhivirano iz prvotnega spletišča dne 21. junija 2017.
105. ↑  »The Silent Strike«. The New Yorker. Arhivirano iz spletišča dne 18. novembra 2017. Pridobljeno 18. novembra 2017.
106. ↑  »Syria: Between oppression and freedom«. Ifimes. Arhivirano iz prvotnega spletišča dne 10. aprila 2022.
107. ↑  »N.Koreans may have died in Israel raid in Syria: NHK«. Reuters. 28. april 2008. Arhivirano iz prvotnega spletišča dne 24. aprila 2023.
108. ↑  »Q&A: Syrian activist Suhair Atassi«. Al Jazeera. 9. februar 2011. Arhivirano iz spletišča dne 12. februarja 2011. Pridobljeno 13. februarja 2011.
109. ↑  »'Day of rage' protest urged in Syria«. NBC News. 3. februar 2011. Arhivirano iz spletišča dne 13. septembra 2024. Pridobljeno 14. marca 2015.
110. ↑  »In Syria, Crackdown After Protests«. The New York Times. 18. marec 2011. Arhivirano iz prvotnega spletišča dne 22. marca 2011. Pridobljeno 14. marca 2015.
111. ↑  Sadiki, Larbi; Abbas, Akeel (2015). »31: Deconstructing Despotic Legacies in the Arab Spring«. Routledge Handbook of the Arab Spring. 711 Third Avenue, New York, NY 10017: Routledge. str. 412, 413. ISBN 978-0-415-52391-2. In the nearly 50-minute speech, President al-Assad gave his interpretation to the protests in Syria and other Arab countries, almost mocking the Arab Spring, invoking the outside regional and international conspirators and their inside 'agents' as the evil 'them'.. Resorting to conspiratorial attribution to explain the 'real' reasons behind the protests in Syria, al-Assad bestowed a pathological inevitability on the actions of political opposition, where the oppressive political system he heads turns into a noble victim, recipient of foreign illnesses.. [Assad speech]"Conspiracies are like germs: They procreate at every moment everywhere; they cannot be annihilated, but the immunity of the body can be strengthened against them.".. dissent loses its political meaning, or moral justification, acquiring 'othering' essence when the president places it in the dismissive context of the 'fitna'.{{navedi knjigo}}:  Vzdrževanje CS1: lokacija (povezava)
112. ↑  Farge, Emma (28. junij 2022). »War has killed 1.5% of Syria's population: UN estimate«. Reuters (v angleščini). Arhivirano iz spletišča dne 28. junija 2022. Pridobljeno 28. junija 2022.
113. ↑  »UN Human Rights Office estimates more than 306,000 civilians were killed over 10 years in Syria conflict«. Ohchr.org. Arhivirano iz spletišča dne 1. julija 2022. Pridobljeno 1. julija 2022.
114. ↑  »Administration Takes Additional Steps to Hold the Government of Syria Accountable for Violent Repression Against the Syrian People«. United States Department of the Treasury. Arhivirano iz spletišča dne 22. maja 2011. Pridobljeno 18. maja 2011. Today, President Obama signed an Executive Order (E.O. 13573) imposing sanctions against Syrian President Bashar al-Assad and six other senior officials of the Government of Syria in an effort to increase pressure on the Government of Syria to end its use of violence against its people and to begin a transition to a democratic system that protects the rights of the Syrian people.
115. 1 2  »How the U.S. message on Assad shifted«. The Washington Post. 18. avgust 2011. Arhivirano iz spletišča dne 15. aprila 2019. Pridobljeno 23. novembra 2015.
116. ↑  Oweis, Khaled Yacoub (18. maj 2011). »U.S. imposes sanctions on Syria's Assad«. Reuters. Arhivirano iz spletišča dne 18. maja 2011. Pridobljeno 12. marca 2015. The U.S. move, announced by the Treasury Department, freezes any of the Syrian officials' assets that are in the United States or otherwise fall within U.S. jurisdiction and generally bars U.S. individuals and companies from dealing with them.
117. ↑  »EU imposes sanctions on President Assad«. BBC News. 23. maj 2011. Arhivirano iz spletišča dne 1. aprila 2019. Pridobljeno 14. marca 2015.
118. ↑  »Canada imposes sanctions on Syrian leaders«. BBC News. 24. maj 2011. Arhivirano iz spletišča dne 2. aprila 2019. Pridobljeno 14. marca 2015.
119. ↑  »Speech of H.E. President Bashar al-Assad at Damascus University on the situation in Syria«. Syrian Arab News Agency. 21. junij 2011. Arhivirano iz prvotnega spletišča dne 25. maja 2012.
120. ↑  »Assad must go, Obama says«. The Washington Post. 18. avgust 2011. Arhivirano iz spletišča dne 13. maja 2019. Pridobljeno 23. novembra 2015.
121. ↑  »Assad must go: the world unites against Syria's tyrant«. The Independent. 19. avgust 2011. Arhivirano iz spletišča dne 18. novembra 2024. Pridobljeno 25. novembra 2024.
122. ↑  President Obama: "The future of Syria must be determined by its people, but President Bashar al-Assad is standing in their way." Arhivirano 23 January 2017 na Wayback Machine. The White House website, 18 August 2011.
123. ↑  Nour Ali (25. avgust 2011). »Syrian forces beat up political cartoonist Ali Ferzat«. The Guardian. London. Arhivirano iz spletišča dne 19. aprila 2019. Pridobljeno 4. marca 2012.
124. ↑  »Prominent Syrian Cartoonist Attacked, Beaten«. Voice of America. 25. avgust 2011. Arhivirano iz spletišča dne 3. februarja 2012. Pridobljeno 4. marca 2012.
125. ↑  »Russian vetoes are putting UN security council's legitimacy at risk, says US«. The Guardian. 23. september 2015. Arhivirano iz spletišča dne 17. maja 2019. Pridobljeno 10. januarja 2016.
126. ↑  »Russia won't back U.N. call for Syria's Assad to go«. Reuters. 27. januar 2012. Arhivirano iz spletišča dne 28. januarja 2012. Pridobljeno 12. januarja 2016.
127. ↑  Russia and China veto draft Security Council resolution on Syria Arhivirano 29 June 2017 na Wayback Machine. UN website, 4 October 2011.
128. ↑  Khaled Yacoub Oweis (13. december 2011). »Syria death toll hits 5,000 as insurgency spreads«. Reuters. Arhivirano iz prvotnega spletišča dne 7. avgusta 2020. Pridobljeno 5. julija 2021.
129. ↑  »Syria's Assad blames 'foreign conspiracy'«. BBC News. 10. januar 2012. Arhivirano iz spletišča dne 2. aprila 2019. Pridobljeno 10. januarja 2012.
130. ↑  Martin Chulov in Beirut (27. februar 2012). »Syria claims 90% of voters backed reforms in referendum«. The Guardian. London. Arhivirano iz spletišča dne 17. maja 2019. Pridobljeno 4. marca 2012.
131. ↑  Aneja, Atul (17. julij 2012). »Russia backs Assad as fighting in Damascus escalates«. The Hindu. Chennai. Arhivirano iz spletišča dne 18. oktobra 2015. Pridobljeno 17. julija 2012.
132. ↑  »Syria in civil war, Red Cross says«. BBC News. 15. julij 2012. Arhivirano iz spletišča dne 20. junija 2019. Pridobljeno 31. julija 2012.
133. ↑  »Syrian death toll tops 19,000, say activists«. The Guardian. London. 22. julij 2012. Arhivirano iz spletišča dne 17. maja 2019. Pridobljeno 31. julija 2012.
134. ↑  »Al-Assad: Enemies of Syria 'will go to hell'«. CNN. 6. januar 2013. Arhivirano iz spletišča dne 19. oktobra 2017. Pridobljeno 25. januarja 2013.
135. ↑  »Syrian Live Blog«. Listening Post. Al Jazeera. 6. januar 2012. Arhivirano iz prvotnega spletišča dne 4. marca 2016. Pridobljeno 25. januarja 2013.
136. 1 2  »Bashar Assad may be weaker than he thinks«. The Economist. 16. oktober 2014. Arhivirano iz spletišča dne 19. oktobra 2017. Pridobljeno 16. oktobra 2014. In Latakia and Tartus, two coastal cities near the Alawite heartland, posters of missing soldiers adorn the walls. When IS took over four government bases in the east of the country this summer, slaughtering dozens of soldiers and displaying some of their heads on spikes in Raqqa, IS's stronghold, families started to lose faith in the government. A visitor to the region reports hearing one man complain: "We're running out of sons to give them."
137. ↑  Dziadosz, Alexander; Heneghan, Tom (september 2014). »Pro-government Syrian activist arrested after rare public dissent«. Reuters. Arhivirano iz spletišča dne 24. septembra 2015. Pridobljeno 23. septembra 2014.{{navedi novice}}:  Vzdrževanje CS1: samodejni prevod datuma (povezava)
138. ↑  Westhall, Syliva (18. september 2014). »Assad's army stretched but still seen strong in Syria's war«. Reuters. Arhivirano iz prvotnega spletišča dne 19. aprila 2018. Pridobljeno 23. septembra 2014.
139. ↑  Hadid, Diaa. »Activists Say Assad Supporters Protest in Syria«. ABC News. Associated Press. Arhivirano iz spletišča dne 2. oktobra 2014. Pridobljeno 3. oktobra 2014.
140. ↑  Aziz, Jean (16. oktober 2014). »Assad dismisses security chief of powerful 'Branch 40'«. Al Monitor. Arhivirano iz spletišča dne 18. oktobra 2014. Pridobljeno 16. oktobra 2014.
141. ↑  Hadid, Diaa (1. november 2014). »Syria's Alawites Pay Heavy Price as They Bury Sons«. Associated Press. Arhivirano iz spletišča dne 31. oktobra 2014. Pridobljeno 1. novembra 2014.
142. ↑  »Alawites find their voice against Assad«. Al Monitor. 29. oktober 2014. Arhivirano iz spletišča dne 2. novembra 2014. Pridobljeno 1. novembra 2014.
143. ↑  »Car bomb wounds 37 in government-held area of Syria's Homs«. Reuters. 29. oktober 2014. Arhivirano iz spletišča dne 24. septembra 2015. Pridobljeno 9. novembra 2014.
144. ↑  Sherlock, Ruth (7. april 2015). »In Syria's war, Alawites pay heavy price for loyalty to Bashar al-Assad«. The Daily Telegraph. Arhivirano iz spletišča dne 11. januarja 2022. Pridobljeno 7. aprila 2015.
145. ↑  »Assad relative assassinated in Syria: activists«. The Daily Star. Agence France-Presse. 15. marec 2015. Arhivirano iz spletišča dne 31. maja 2019. Pridobljeno 15. marca 2015.
146. ↑  Alajlan, Anas (14. april 2015). »Syria: Bashar al-Assad arrests own cousin Munther 'for kidnapping links'«. International Business Times. Arhivirano iz spletišča dne 17. aprila 2015. Pridobljeno 15. aprila 2015.
147. ↑  Blanford, Nicholas (21. avgust 2015). »Can Syria's Assad withstand latest battlefield setbacks? (+video)«. The Christian Science Monitor. Arhivirano iz spletišča dne 21. junija 2017. Pridobljeno 22. aprila 2015.
148. ↑  Flores, Reena (2. maj 2015). »Flash Points: Is Syria's Assad losing power?«. CBS News. Arhivirano iz spletišča dne 4. maja 2015. Pridobljeno 3. maja 2015. "a lot of suspicion within the regime itself about who's doing what and if folks are leaving." [...] "These are signs that I think demonstrate a bit of weakness and instability in the regime that you haven't seen in recent months," he said. He cites the waning support from the nation's minority Alawite community as one of these important shifts.
149. ↑  Harel, Amos; Cohen, Gili; Khoury, Jack (6. maj 2015). »Syrian rebel victories stretch Assad's forces«. Haaretz. Arhivirano iz spletišča dne 18. oktobra 2015. Pridobljeno 6. maja 2015. There have also been increasing reports of Assad relatives, businessmen and high-ranking members of the Alawite community fleeing Damascus for the coastal city of Latakia, or other countries, after transferring large sums of money to banks in Lebanon, eastern Europe and the United Arab Emirates.
150. ↑  Karkouti, Mustapha (9. maj 2015). »Time to reconsider 'Life after Al Assad'«. Gulf News. Pridobljeno 10. maja 2015. [The] reality on the ground can't be more clear as the population in the regime-controlled parts of Syria are preparing for life after the Al Assad dynasty. According to information received by this author, many businessmen and financiers who flourished under the regime have successfully moved huge amounts of money and capital to neighbouring Lebanon. Some of these funds are now known to have been secretly deposited in Europe.
151. ↑  Sherlock, Ruth; Malouf, Carol (11. maj 2015). »Bashar al-Assad's spy chief arrested over Syria coup plot«. The Daily Telegraph. Arhivirano iz spletišča dne 11. januarja 2022. Pridobljeno 12. maja 2015. Mamlouk had also used a businessman from Aleppo as an intermediary to contact Rifaat al-Assad, Bashar's uncle, who has lived abroad exile since he was accused of seeking to mount a coup in Syria in the 1980s.
152. ↑  Kaileh, Salameh (22. maj 2015). »The Syrian regime is slowly being liquidated«. Al-Araby Al-Jadeed. Pridobljeno 28. maja 2015.
153. ↑  Oliphant, Roland; Loveluck, Louisa (4. september 2015). »Vladimir Putin confirms Russian military involvement in Syria's civil war«. The Daily Telegraph. Arhivirano iz spletišča dne 11. januarja 2022. Pridobljeno 14. januarja 2016.
154. ↑  Naylor, Hugh (4. september 2015). »Putin says Syria's president is ready for elections, compromise«. The Washington Post. Beirut. ISSN 0190-8286. Pridobljeno 11. oktobra 2021.
155. 1 2  Borshchevskaya, Anna (2022). »6: The Military Campaign«. Putin's War in Syria. 50 Bedford Square, London, WC1B 3DP, UK: I. B. Tauris. str. 69–88. ISBN 978-0-7556-3463-7.{{navedi knjigo}}:  Vzdrževanje CS1: lokacija (povezava)
156. ↑  Путин назвал основную задачу российских военных в Сирии (v ruščini). Interfax. 11. oktober 2015. Arhivirano iz spletišča dne 21. decembra 2015. Pridobljeno 12. januarja 2016.
157. ↑  »Syria crisis: Assad says no transition while 'terrorists' remain«. BBC News. 19. november 2015. Arhivirano iz spletišča dne 11. avgusta 2018. Pridobljeno 21. junija 2018.
158. ↑  ВКС РФ за два месяца добились большего прогресса в Сирии, чем альянс США за год [Russian air force have in two months achieved more progress in Syria that the U.S. alliance in a year]. Kommersant (v ruščini). 22. november 2015. Arhivirano iz spletišča dne 15. aprila 2019. Pridobljeno 22. novembra 2015.
159. ↑  »Rozhovor s Bašárem Asadem«. Czech Television (v češčini). Arhivirano iz spletišča dne 19. januarja 2016. Pridobljeno 1. decembra 2015.
160. ↑  Асад обвинил Турцию, Саудовскую Аравию и Катар в поддержке террористов в Сирии. newsru.com (v ruščini). 2. december 2015. Arhivirano iz spletišča dne 11. avgusta 2018. Pridobljeno 8. septembra 2019.
161. ↑  »U.S. sees bearable costs, key goals met for Russia in Syria so far«. Reuters. 28. december 2015. Arhivirano iz spletišča dne 15. aprila 2019. Pridobljeno 30. junija 2017.
162. ↑  »Putin claims support to Syrian rebels«. DW News. Deutsche Welle. 11. december 2015. Arhivirano iz spletišča dne 8. aprila 2023. Pridobljeno 19. novembra 2022.
163. ↑  »Vladimir Putin asked Bashar al-Assad to step down«. Financial Times. 22. januar 2016. Arhivirano iz prvotnega spletišča dne 10. decembra 2022. Pridobljeno 22. januarja 2016.
164. ↑  »Putin Requested Assad Step Aside, But Syrian Leader Refused«. The Moscow Times. 22. januar 2016. Arhivirano iz spletišča dne 29. oktobra 2021. Pridobljeno 11. oktobra 2021.
165. ↑  DuVall, Eric (3. december 2016). »Assad's forces retake half of rebel-held Aleppo«. United Press International. Arhivirano iz spletišča dne 11. februarja 2017. Pridobljeno 4. decembra 2016.
166. ↑  »Aleppo siege: Syria rebels lose 50% of territory«. BBC. 3. december 2016. Arhivirano iz spletišča dne 13. aprila 2019. Pridobljeno 21. junija 2018.
167. ↑  »Evacuation agreement reached in Aleppo, rebel group says«. Fox 6 Now. Fox News. 17. december 2016. Arhivirano iz prvotnega spletišča dne 20. decembra 2016. Pridobljeno 21. decembra 2016.
168. ↑  »U.S. priority on Syria no longer focused on "getting Assad out": Haley«. Reuters. 30. marec 2017. Arhivirano iz spletišča dne 2. maja 2019. Pridobljeno 30. junija 2017.
169. ↑  Treene, Alayna (6. april 2017). »Tillerson: U.S. will lead coalition to oust Assad«. Arhivirano iz spletišča dne 23. oktobra 2017. Pridobljeno 7. aprila 2017.
170. ↑  »Syria's Assad Calls U.S. Airstrikes an Outrageous Act«. U.S. News & World Report. Arhivirano iz spletišča dne 24. januarja 2019. Pridobljeno 7. aprila 2017.
171. ↑  »Syria's Assad says Idlib chemical attack 'fabrication': AFP interview«. Reuters. 13. april 2017. Arhivirano iz spletišča dne 7. februarja 2019. Pridobljeno 30. junija 2017.
172. ↑  Phillips, Ian; Isachenkov, Vladimir (2. junij 2017). »Putin: Syria chemical attack was provocation against Assad«. ABC News United States. American Broadcasting Company. Arhivirano iz prvotnega spletišča dne 2. junija 2017.
173. ↑  Friedman, Lisa (7. november 2017). »Syria Joins Paris Climate Accord, Leaving Only U.S. Opposed«. The New York Times. Arhivirano iz spletišča dne 13. aprila 2019. Pridobljeno 12. decembra 2017.
174. ↑  »Syria recognizes Georgia's breakaway regions«. Deutsche Welle. 30. maj 2018. Arhivirano iz prvotnega spletišča dne 30. maja 2018.
175. ↑  »Georgia Severs Relations With Syria For Recognizing Abkhazia, South Ossetia«. rferl.org. 29. maj 2018. Arhivirano iz prvotnega spletišča dne 30. maja 2018.
176. ↑  »Canada concerned by Syria's recognition of Georgian breakaway regions of Abkhazia and South Ossetia«. Government of Canada. 2. junij 2018. Arhivirano iz prvotnega spletišča dne 5. junija 2018.
177. ↑  AFP, French Press Agency- (30. avgust 2020). »Syria's Assad designates new government headed by PM Arnous«. Daily Sabah. Arhivirano iz spletišča dne 30. avgusta 2020. Pridobljeno 8. marca 2021.
178. ↑  Kossaify, Ephrem (22. april 2021). »UN reiterates it is not involved in Syrian presidential election«. Arab News. Arhivirano iz prvotnega spletišča dne 25. aprila 2021.
179. ↑  Walker, Nigel (9. junij 2021). »Syria: 2021 presidential election and future prospects« (PDF). House of Commons Library: 4–15. Arhivirano (PDF) iz spletišča dne 15. avgusta 2022. Pridobljeno 4. januarja 2023 – prek UK Parliament.
180. ↑  »Syria's Assad wins 4th term with 95% of vote, in election the West calls fraudulent«. Reuters. 28. maj 2021. Arhivirano iz prvotnega spletišča dne 27. novembra 2022.
181. ↑  »Syria Events of 2021«. Human Rights Watch. 14. december 2021. Arhivirano iz prvotnega spletišča dne 3. januarja 2023.
182. ↑  Lister, Charles (10. maj 2021). »US policy in Syria in 2021«. Asharq al-Awsat. Arhivirano iz prvotnega spletišča dne 13. avgusta 2022.
183. ↑  »Syria's Assad asks PM Arnous to form new cabinet«. Reuters. 1. avgust 2021. Arhivirano iz spletišča dne 5. oktobra 2021. Pridobljeno 5. oktobra 2021.
184. ↑  »Syria's Assad says Russia's Ukraine invasion a 'correction of history'«. Al-Arabiya News. Arhivirano iz prvotnega spletišča dne 25. februarja 2022.
185. ↑  »General Assembly Overwhelmingly Adopts Resolution Demanding Russian Federation Immediately End Illegal Use of Force in Ukraine, Withdraw All Troops«. United Nations. 2. marec 2022. Arhivirano iz prvotnega spletišča dne 7. avgusta 2022.
186. ↑  Makki, Danny (9. marec 2022). »Syria's role in Putin's invasion of Ukraine«. Middle East Institute. Arhivirano iz prvotnega spletišča dne 9. marca 2022.
187. ↑  »Syria to recognize Ukraine's Luhansk and Donetsk regions«. Associated Press. 29. junij 2022. Arhivirano iz prvotnega spletišča dne 2. julija 2022.
188. ↑  »Syria recognizes independence, sovereignty of Donetsk, Luhansk -state news agency«. Reuters. 29. julij 2022. Arhivirano iz prvotnega spletišča dne 3. julija 2022.
189. ↑  »Syria first country other than Russia to recognise Ukraine separatist republics of Donetsk and Lugansk«. WIO News. 29. junij 2022. Arhivirano iz prvotnega spletišča dne 29. junija 2022.
190. ↑  »Assad meets Putin in Moscow as Syrians mark 12 years since anti-regime uprising«. France 24. 15. marec 2023. Arhivirano iz prvotnega spletišča dne 15. marca 2023.
191. ↑  »Zelenskiy Announces Sanctions On Hundreds Of Individuals, Including Syrian President, Iranian Drone Makers«. rferl.org. 19. marec 2023. Arhivirano iz prvotnega spletišča dne 19. marca 2023.
192. ↑  »Assad welcomes new Russian bases in Syria after Putin meeting«. Al Jazeera. 16. marec 2023. Arhivirano iz prvotnega spletišča dne 16. marca 2023.
193. ↑  Faulconbridge, Davis, Guy, Caleb (16. marec 2023). »Syria's Assad would like more Russian bases and troops«. Reuters. Arhivirano iz prvotnega spletišča dne 16. marca 2023.
194. ↑  »Assad: Syria recognizes Russia's new borders«. teletrader.com. 16. marec 2023. Arhivirano iz prvotnega spletišča dne 23. marca 2023.
195. ↑  »Assad Welcomes New Russian Bases in Syria, Recognizes Russian Annexations in Ukraine«. Havana Times. 16. marec 2023. Arhivirano iz prvotnega spletišča dne 23. marca 2023.
196. ↑  Khan, Minal (16. marec 2023). »Assad Says Syria Recognizes New Russian Borders Following Accession Of New Regions«. Pakistan Point. Arhivirano iz prvotnega spletišča dne 23. marca 2023.
197. ↑  »Syria's Assad in UAE as Second Post-Quake Gulf Visit Signals Growing Arab Outreach«. VOA News. 19. marec 2023.
198. ↑  »Syria's Assad wins warm welcome at Arab summit after years of isolation«. Reuters. 19. maj 2023. Arhivirano iz spletišča dne 20. oktobra 2023. Pridobljeno 24. septembra 2023.
199. ↑  »Syria's Bashar al Assad and wife laugh and wave at Asian Games opening ceremony amid China talks«. Sky News. 23. september 2023. Arhivirano iz spletišča dne 28. septembra 2023. Pridobljeno 24. septembra 2023.
200. ↑  »Leaders of Syria and China announce strategic partnership as part of Asian Games diplomacy«. Associated Press. 22. september 2022. Arhivirano iz spletišča dne 8. novembra 2023. Pridobljeno 24. septembra 2023.

### Spošni in navedeni sklici
- Blanford, Nicholas (2006). Killing Mr Lebanon: The Assassination of Rafik Hariri and Its Impact on the Middle East. I.B. Tauris. ISBN 978-1-84511-202-8.
- Bronner, Stephen Eric (2007). Peace Out of Reach: Middle Eastern Travels and the Search for Reconciliation. University Press of Kentucky. ISBN 978-0-8131-2446-9.
- Hashemi, Nader; Postel, Danny, ur. (2013). The Syria Dilemma. MIT Press. ISBN 978-0-262-02683-3.
- Heydemann, Steven; Leenders, Reinoud (2013). Middle East Authoritarianisms: Governance, Contestation, and Regime Resilience in Syria and Iran. Stanford University Press. ISBN 978-0-8047-9333-9.
- Leverett, Flynt L. (2005). Inheriting Syria: Bashar's Trial By Fire. Brookings Institution. ISBN 978-0-8157-5204-2.
- Lesch, David W. (2011). Syria: The Fall of the House of Assad. Yale University Press. ISBN 978-0-300-18651-2.
- Mammone, Andrea; Godin, Emmanuel; Jenkins, Brian, ur. (2012). Mapping the Extreme Right in Contemporary Europe: From Local to Transnational. New York: Routledge. ISBN 978-0-415-50265-8.
- Ma'oz, Moshe; Ginat, Joseph; Winckler, Onn (1999). Modern Syria: From Ottoman Rule to Pivotal Role in the Middle East. Sussex Academic Press. ISBN 1-898723-83-4.
- Mikaberidze, Alexander, ur. (2013). Atrocities, Massacres, and War Crimes: An Encyclopedia. Santa Barbara, California: ABC-CLIO. ISBN 978-1-59884-925-7.
- Minahan, James (2002). Encyclopedia of the Stateless Nations: A–C. Greenwood Press. ISBN 978-0-313-32109-2.
- Moosa, Matti (1987). Extremist Shiites: The Ghulat Sects. Syracuse University Press. ISBN 978-0-8156-2411-0.
- Pierret, Thomas (2013). Religion and State in Syria: The Sunni Ulama from Coup to Revolution. Cambridge University Press. ISBN 978-1-107-60990-7.
- Sadiki, Larbi (2014). Routledge Handbook of the Arab Spring: Rethinking Democratization. Routledge. ISBN 978-0-415-52391-2.
- Seale, Patrick; McConville, Maureen (1992). Asad of Syria: The Struggle for the Middle East. University of California Press. ISBN 978-0-520-06976-3.
- Tucker, Spencer C.; Roberts, Priscilla (2008). The Encyclopedia of the Arab-Israeli Conflict: A Political, Social, and Military History. ABC-CLIO. ISBN 978-1-85109-841-5.
- Zisser, Eyal (2007). Commanding Syria: Bashar Al-Asad And the First Years in Power. I.B. Tauris. ISBN 978-1-84511-153-3.